# Selektionsdruck
Selektionsdruck, auch Evolutionsdruck oder selektiver Druck, bezeichnet die Einwirkung (den „Druck“) eines Selektionsfaktors auf eine Population von Organismen. Selektionsfaktoren sind Umweltfaktoren, die einen Einfluss auf das Überleben einer Population in einer bestimmten Umwelt haben. Besonders im englischen Sprachraum wird dafür auch synonym (aber nicht ganz korrekt) der Begriff evolutionary pressure (englisch für Evolutionsdruck) verwendet, was andeuten soll, dass durch den Vorgang der Selektion ein Resultat, die Evolution in einer Population, stattfindet.
Bereits Charles Darwin erkannte, dass alle Lebewesen einer Selektion unterliegen. Besser angepasste Individuen haben, statistisch betrachtet, einen höheren Fortpflanzungserfolg als schlechter angepasste. Dies führt langfristig zu einer Anpassung der Population an die wirksamen Umweltfaktoren. Bei der Beschreibung der Prozesse ist zu beachten, dass Selektions-„Druck“ oder auf Individuen oder Populationen einwirkende „Kräfte“ eigentlich nur nützliche Analogiebildungen zu physikalischen Begriffen sind. Tatsächlich ist die Vorstellung, dass bestimmte Umweltfaktoren einen Selektionsdruck ausüben, nur eine abgekürzte Notation dafür, dass diese Faktoren die effektive Nachkommenzahl in einer Population je nach bestimmten Merkmalen der beteiligten Individuen in unterschiedlichem Maß beeinflussen, so dass Individuen mit bestimmter Merkmalsausprägung mehr Nachkommen hinterlassen. Fachfremde oder selbst Studenten missverstehen dies oft so, als ob sich hier irgendwelche Drücke oder Kräfte direkt auswirken würden.
Ein Beispiel sind die flügellosen Fliegen auf den Kerguelen. Normalerweise haben flügellose Fliegen keine gute Überlebenschance, und wenn sie überleben, so haben sie deutlich weniger Nachkommen als ihre geflügelten Artgenossen. Auf den Kerguelen dagegen ist es umgekehrt. Auf dieser zwischen Südafrika und der Antarktis gelegenen Inselgruppe herrschen ständig starke Stürme, die die geflügelten Fliegen auf das Meer verwehen. Hier haben sich flügellose Fliegen durchgesetzt. Die geflügelten Individuen unterlagen dem Druck des Selektionsfaktors „Sturm“. Tatsächlich sind 19 der 23 auf den Inseln endemischen Insektenarten flugunfähig oder sogar flügellos, neben den Fliegen etwa auch eine Schmetterlingsart. Auch neu eingewanderte bzw. eingeschleppte Arten, wie eine Schmeißfliegen-Art, zeigen eine entsprechende Tendenz.